# 武甲酒造
武甲酒造株式会社（ぶこうしゅぞう）は、埼玉県秩父市宮側町に本社および工場を置く日本の酒造会社。

## 概要
創業は、1753年（宝暦3年）、現在地に柳田総本店を建てるまで、良質の水を求めて数度の移転を繰り返した。酒造蔵・殻蔵・枯らし蔵は、8代目・長谷川亀吉によって建てられた。また、店舗の建物は7代目によって建てられた、秩父谷に残る最も古い建物である。現在、13代目蔵元・長谷川浩一が、「武甲正宗（ぶこうまさむね）」ブランドの日本酒を醸造販売する老舗酒造メーカーである。
仕込み水
敷地内の中庭には、平成の名水百選である「武甲山伏流水」の内井戸が2ヶ所あり、常時湧き出ている、この伏流水を仕込み水に使用している。

## 営業情報
蔵見学
- 定休日 - 元旦、12月3日以外無休
- 見学時間 - 午前8時 - 午後4時30分、所要時間40分
- 予約方法 - 原則10名以上、少人数の場合は予約で確認必要
- 駐車場 - 乗用車20台、大型バス10台が可能

## 文化財
登録有形文化財（建造物）
登録年月日:2004年（平成16年）2月17日、種別:産業3次/建築物、登録基準:国土の歴史的景観に寄与しているもの。
武甲酒造柳田総本店店舗
年代:1751年 - 1829年（江戸後期）建築、木造2階建、金属板葺、建築面積329m2。

## 受賞歴
全国新酒鑑評会
- 平成21酒造年度 - 「武甲正宗」金賞受賞[5]
- 令和2酒造年度 - 「武甲正宗」金賞受賞[6]
- 令和3酒造年度 - 「武甲正宗」金賞受賞[7]
- 令和4酒造年度 - 「武甲正宗」金賞受賞[8]

## 交通
鉄道
- 西武秩父線 - 西武秩父駅下車、徒歩15分
- 秩父鉄道秩父本線 - 秩父駅下車、徒歩2分

## 関連文献
- 『ふぎんレポート/ふぎん地域経済研究所』「シリーズ100年企業への挑戦 - 埼玉の老舗企業に学ぶ (16) 武甲酒造株式会社」2011年11月
- 『武甲（ぶこう）正宗（デジタル大辞泉プラス）』「埼玉県、武甲酒造株式会社の製造する日本酒。平成21年酒造年度の全国新酒鑑評会で金賞を受賞」2012年